# 南斯拉夫社會主義聯邦共和國經濟
本條目是講述南斯拉夫社會主義聯邦共和國的經濟體制，該國在二戰結束後建立之初仿效蘇聯與東歐社會主義國家，建立起史達林模式的政權，法律亦奠定了國家的經濟結構。而在1948年蘇南衝突後，南斯拉夫捨棄原有的蘇聯經濟模式，進行大幅度的改革。不僅在東歐共產主義國家中有亮眼的成績，還融合了西方資本主義國家的部份模式，人民擁有部份私有化資產、南斯拉夫還同時與東西兩陣營國家進行經貿往來。

## 二战后
战后的最初几年，通过大规模的自愿的志愿重建工作，南斯拉夫实施了苏维埃式的五年计划和重建。并在农村实现了电气化，以及重工业得到了发展。南斯拉夫在战后的经济组织是社会主义计划经济和社会主义市场经济的混合体：工厂被国有化，而工人有权获得一定份额的利润。而私人的手工作坊则老板最多可以雇佣4个人。土地被国有化和重新分配，部分被集体化。农民家庭每人最多可以拥有10公顷（25英亩）的土地，多余的农田则由合作社、公社或当地社区所拥有。这些机构可以出售和购买土地，也可以将土地永久出租给其他人。
经济学家对南斯拉夫市场社会主义的确切性质和其程度存在着争议。他的市场机制主要限于消费品，而资本、劳动力、原料等则通过其他不同的方式来进行分配。南斯拉夫模式与奥斯卡-R-兰格想象的市场社会主义经典模式并无太多共同之处。市场社会主义的倡导者约翰-罗默对南斯拉夫所进行的经济实验持消极态度，他声称，南斯拉夫的公司并不是按照竞争和利润的市场原则所运作的，受限于政府投资，并受到政治控制，这就造就了一个效率极低的系统，其最终崩溃了。雅诺什-科尔奈承认，在南斯拉夫或匈牙利等社会主义国家引入新经济政策之后使用“市场”一词确有些问题，但他认为，市场社会主义一词仍适用于描述南斯拉夫与匈牙利，因为这些国家或多或少在社会主义下部分试验了社会主义下的市场经济，而不是一个未被实践的想法。

## 1950年代—1960 年代
1950年代，南斯拉夫开始实行“工人自治”，减少了国家对企业的管理。工人自治下的公司的经理由工人委员会所监督，工人委员会都是由工人所组成，每人有一票。工人委员会还负责任命管理层，通常是通过无记名来投票。共产党（后来的共产主义者联盟）在所有的公司中都有组织，大多数有影响力的员工都可能是党员，所以经理们往往（但不总是）只有在碰巧是党员的工人同意的情况下才被任命。以市场为导向的管理人员和工人代表之间偶尔会出现紧张关系。1950年，南斯拉夫的GDP在欧洲排名第22位，但GDP一般对描述计划经济是不适用的。
失业在南斯拉夫是一个长期的问题。在这期间，南斯拉夫的失业率在欧洲是最高的，而劳动力的教育水平却在稳步提高。 60年代初，失业率达到7%，并继续增长，到70年代中期翻了一番。失业率存在着极端的地区差异，斯洛文尼亚的失业率从未超过5%，而马其顿和科索沃的失业率一直超过20%。  然而，在失业之时也存在明显的性别歧视因素。当企业被迫裁员时，企业通常首先选择解雇妇女。  还有一些企业还要求求职者需要服完兵役，这就得以将妇女排除在外了。因此，女性参与到劳动的几率远远低于其他社会主义国家，其更接近于南欧先前的传统主义社会。
由于南斯拉夫试图在冷战之中维持中立，以及它在不结盟运动中的领导作用，南斯拉夫与西方和东方市场都有贸易往来。从20世纪50年代初开始，它还接受了数十亿美元的西方外援，大部分来自美国。  然而，南斯拉夫于1965年，与不结盟国家的贸易额仅占贸易总额的15%。 尽管南斯拉夫与其他几个不结盟运动的国家有几个贸易协定，但由于地理上的距离，以及双方都是商品和简单加工产品和原料的出口国，大部分不结盟国家主要对西方的先进的技术和工业品感到兴趣，因此其从未设法变得重要。1964年，当南斯拉夫被授予经济互助委员会的特殊联系地位时，它与东方市场的贸易额还不到总贸易额的25%，而经合组织是主要的贸易伙伴，约占60%。  南斯拉夫的外贸逆差较大，几乎每一年都有大量的赤字。
南斯拉夫的公司在非洲、欧洲和亚洲进行了许多重大基础设施和工业项目的建设。其中许多项目是由Energoprojekt公司所实施的，这是一家成立于1951年的南斯拉夫工程和建筑公司，旨在重建该国被战争破坏的基础设施。到20世纪80年代初，Energoprojekt是世界上第16大工程和建筑公司，并拥有7000名员工。该公司在利比亚、科威特、赞比亚和几内亚开展了大型建筑项目，到20世纪60年代末，该公司在西德、捷克斯洛伐克和德意志民主共和国等地与其他公司所竞争。 然而，南斯拉夫对非洲和亚洲的许多基础设施项目都是政治交易，以及获取影响力以及声望，因此这些并不是出于经济和利润上的考量。
南斯拉夫的工作时间为一周工作48小时，到了1963年减少到42小时。1965年进一步减少到40小时（外加一小时的加班时间），1970年减少到36小时（外加一小时）。
1965年，随着新的第纳尔被引入。以前的旧第纳尔以1美元兑700元的汇率，被1美元兑12.5元的新第纳尔所取代。
1967年，新改革允许外国私人投资者在合资企业中入资南斯拉夫企业，最多可占49%的资本份额，尽管这在马克思主义理论中被归为剥削。德国公司对这特别感兴趣，它们占外国投资的大约四分之一。然而，许多外国公司对南斯拉夫企业糟糕的效率和其组织方式感到失望；在一个案例中，日本方面得出结论，只有在解雇一半工人的情况下他们才会考虑投资。
由于高失业率和高通货膨胀，为了寻求工作的南斯拉夫人于1950年年代开始离开南斯拉夫向外求生，较受欢迎的地点是德国和法国，当时的人们开始非法越过边界以寻求外国工作。1960年代中期，南斯拉夫取消了移民限制，移民的人数，包括受过教育和高技能的人，迅速增加，大部分到了西德。到1970年代初，该国20%的劳动力，即110万工人，都在国外就业。 移民的主要原因是强迫去农业化、去宗教化和较大城镇的人口过剩。 移民有助于控制失业，且也是资本和外汇的来源。从1961年到1971年，在西德的来自南斯拉夫的工人数从16000人增加到41万人。

## 石油危机对经济的影响
1970年代的石油危机放大了许多南斯拉夫本有的经济问题，外债以每年20%的速度增长，到1980年代初达到200多亿美元。 米尔卡-普朗宁茨和布兰科-米库利奇的政府进行重新谈判了外债，代价是引入经济稳定政策，实际上还包括了严厉的紧缩措施--所谓的休克疗法。在20世纪80年代，南斯拉夫实施石油配给政策（每辆车每月40升），根据车牌上的最后一个数字，限制汽车每隔一天的使用。同时导致了南斯拉夫严格限制货物的进口，并在人们需要出国时支付押金（大部分出国之人是为了去购物），一年后归还押金（随着通货膨胀率的疯狂上涨，实际上相当于旅行费用）。咖啡、巧克力和洗衣粉都出现了短缺。在几个干旱的夏天，政府由于无法借款来进口电力，被迫实行断电。1982年5月12日，国际货币基金组织董事会批准加强对南斯拉夫的监督，包括巴黎俱乐部的债权人。

## 市场化改革
随着1964年南斯拉夫的通货膨胀率涨到了10%，这是前所未有的最高的通货膨胀率，同年7月，南斯拉夫政府宣布“五项经济改革”来应对通货膨胀。
1. 减少商品营业额税且更统一，取消企业的净增值税，并将固定资产税削减到百分之四。
2. 1963年建立的“欠发达共和国和科索沃的加速发展基金”将从社会企业总收入中征收的1.85%新税而获得大量的资金资源。
3. 贬值第纳尔，引入新第纳尔，而第纳尔对美元的汇率从750贬值到1250，出口补贴被缩减。[27]
4. 农产品和原料的价格被控制，但为了接近世界贸易价格之水平，农产品和原料价格平均增长60%，工业品价格增长30%。
5. 经营私有土地的农民被允许使用银行信贷去购买他们所需要的拖拉机和其他需要的农业设备以改善落后的生产力。

然而改革并没有全部实行，大部分都截然而止，相对的，大部分资金都投入到了南斯拉夫长期存在的效率低下的密集劳动型的大企业而不是小的密集型劳动企业，若投资了后者，那就有可能创造更多的工作岗位和提高资本生产率。

## 延伸閱讀
- Yugoslavia: Trouble in the Halfway House by Melvin D. Barger
- SELF-MANAGEMENT AND REQUIREMENTS FOR SOCIAL PROPERTY: LESSONS FROM YUGOSLAVIA by DIANE FLAHERTY （页面存档备份，存于）
- Damachi, U.G. & H.D. Seibel (Eds.) Self Management in Yugoslavia and the Developing World. London, Macmillan, 1982
- This Was My Yugoslavia By Vladimir Unkovski（页面存档备份，存于）
- Yugoslavia (former) Banking （页面存档备份，存于）